# 톈산뒤쥐
톈산뒤쥐(Sorex asper)는 땃쥐과에 속하는 포유류의 일종이다. 중국과 카자흐스탄에서 발견된다.

## 특징
몸통 길이가 5.5~7.7cm이고 몸무게는 약 5~12g인 보통 크기의 땃쥐이다. 꼬리 길이가 32~47mm로 몸통 길이보다 작고, 뒷발 길이는 10~14mm 정도이다. 핵형은 2n=32-33이고 FN=58이다.

## 생태
뒤쥐속의 다른 많은 종들처럼 톈산뒤쥐의 습성이 거의 알려져 있지 않다. 톈산뒤쥐는 간쑤뒤쥐와 고지대뒤쥐처럼 고산 지대를 좋아한다. 해발 2,000m 이상의 침엽수림과 습윤 산악 목초지, 덤불 지대에서 서식하고 빠르게 얼어 붙는 두꺼운 잎층이있는 서식지를 선호한다. 연중 활동적이고 해가 질무렵이나 밤에 주로 활동하며 낮 시간에는 거의 움직이지 않는다.
다른 뒤쥐류처럼 무척추동물 특히 곤충도 먹는다. 3월말 또는 4월초에 번식을 시작한다. 수컷은 고환은 이 기간 동안 보통 1~2mm 크기에서 최대 6mm까지 부풀어 오르고 7월말까지 활성 상태를 유지한다. 암컷은 1~8마리, 평균 5.3마리의 새끼를 낳는다. 새끼는 7월이 되면 부모의 둥지를 떠난다.

## 분포
중국 신장 위구르 자치구 톈산산맥과 카자흐스탄 서부, 키르기스스탄 북부 지역에서 발견된다. 해발 2,000m와 3,000m 사이에서 서식하는 것으로 추정된다.